# Araguanã (Maranhão)
Araguanã – miasto i gmina w Brazylii, w Regionie Północno-Wschodnim, w stanie Maranhão.  
Ma powierzchnię 805,19 km². Według danych ze spisu ludności w 2010 roku gmina liczyła 13 973 mieszkańców, a gęstość zaludnienia wynosiła 17,35 osób/km². Dane szacunkowe z 2019 roku podają liczbę 15 426 mieszkańców. 
Araguanã od północy graniczy z gminami Santa Luzia do Paruá i Nova Olinda do Maranhão, od wschodu z Pinheiro, a od zachodu i południa z Zé Doca.
W 2017 roku produkt krajowy brutto per capita wyniósł 5084,77 reali brazylijskich.
Gminę utworzono w 1994 roku, wcześniej tereny te administracyjnie były przynależne do gminy Zé Doca.